# ФК Напредак Попинци
ФК Напредак је фудбалски клуб из Попинаца. Тренутно се такмичи у Сремској лиги, петом такмичарском нивоу српског фудбала.

## Управа и званичници клуба
- Зоран Кокановић - председник,
- Милан Мијић - генерални секретар,
- Петар Савковић - финансијси директор,
- Срета Кокановић - директор стадиона и
- Милован Мијаиловић - комесар за безбедност

На месту почасног председника клуба налази се Светозар - Цвеће Чубрило.

## Историјат

### Оснивање и прве године
Попиначка фудбалска прича започела је сада већ далеке 1920. године, када је основан фудбалски клуб под називом „Слога“, али о првим годинама функционисања клуба нема много забележених података.

### Од 1950.- их до 1980.- их
Након три деценије играња фудбала и окупљања локалне омладине око себе под називом „Слога“, Попинчани мењају име свог клуба у „Напредак“ - назив који се одржао до данас. Почетком педесетих година, клуб је функционисао и „живео“ уз несебичан допринос мештана кроз чланарине и добровољне прилоге.
Први трофеј који су фудбалери Напретка донели у богату ризницу јесте трофеј општинског купа који је освојен 1958. године. Наредних година, на темељу те генерације која је посебним словима уписана у (у)скоро стогодишњу историју клуба, допаљивом игром на терену, Попинчани су заслужили позив за одигравање међунардних утакмица и то у Пољској. Десило се то 1976. године, а можда и неочекивано, Напредак је остварио две победе и одиграо једну нерешену утакмицу и успут приказао одличну игру. Сарадња је трајала три године и више пута су и Попинчани били домаћини госту са севера Пољске – фудбалском клубу „Бликитки“. Такође, трофеј намењен победнику Међуопштинске лиге Исток Попинчани су освојили у сезони 1975/76..
Крајем седамдесетих година прошлог века, Попинчани су остварили неке од највећих успеха клуба. У сезони 1977./78. фудбалери Напретка играли су у 16-ини финала купа некадашње Југославије, против друголигаша ФК „Нови Сад“, из истоименог града, када је Попинчане само недостатак концентрације приликом извођења пенала коштао проласка у даљу рунду такмичења, у којој би се намерио на великана југословенског фудбала – Хајдук из Сплита. Претходно поменута утакмица остаће урезана у памћењу Сремаца као утакмица којој је присуствовао рекордан број публике, више од хиљаду и петсто навијача. Вредно помена представља чињеница да су у Попинцима, у том периоду, гостовали и скоро сви великани југословенског фудбала, као што су Црвена звезда, Партизан, Војводина, али и подгоричка Будућност и хрватски Осијек.

### Од 1980. - их до данас
У новијој историји клуба детаљи вредни помена јесу освајање Општинске лиге Пећинци у сезони 2011/12. и пласман у виши степен такмичења – Другу сремску лигу. Учесници Друге сремске лиге су играчима Напретка гледали у леђа у сезони 2013/14., када су Попинчани освојили прво место и пласирали се у Сремску лигу. У истој сезони, у пролеће 2014. године освојен је и куп Срема, а два степеника су делили фудбалере Напретка да заиграју и у најмасовнијем фудбалском такмичењу - куп Србије.
Данас се попиначки црвено - бели такмиче у Сремској лиги, а пласман за сезону 2018./19. је 10. позиција која је била довољна да се сачува сремсколигашки статус и у наредној сезони ће се Напредак такмичити у истом степену такмичења.
Мало село смештено у изобиље равнице Доњег Срема може да се поноси резултатима свог фудбалског клуба који се тренутно  такмичи у Сремској лиги и представља један од најтрофејнијих спортских колектива у Срему са укупно освојених 46 трофеја првака општинске, међуопштинске и подручне лиге и купа Срема.

## Стадион
Фудбалери Напретка своје утакмице као домаћини играју на сеоском игралишту у Попинцима, на адреси Стевана Ковачевића бб, капацитета 500 седећих места.
На крилима успешних генерација крајем 70.- их година прошлог века, у Попинцима је 1976. године започет значајан подухват – измештање игралишта на нову локацију, изградња терена и пратећих просторија као што су свлачионице, службене просторије, трибине, бифе и билетарница. Стадион је изграђен уз помоћ мештана села који су учествовали у свим фазама радова. Само игралиште је изграђено по савременим  стандардима и захтевима, терен је димензија 110m * 75m.
Како за годину дана ФК Напредак прославља век постојања и како би се спремно дочекао велики јубилеј, на пролеће 2019. године су започети опсежни радови на реконструкцији стадиона, уклључујући све просторије клуба и трибине, који за циљ имају обезбеђивање бољих услова рада за стручни штаб и фудбалере, али и повећање комфора за гледаоце.

## Тренутни састав
Ажурирано 15. јануара 2019.
| Бр. |        | Позиција | Играч              |
| --- | ------ | -------- | ------------------ |
| -   | Србија | Г        | Лука Грковић       |
| -   | Србија | С        | Милош С. Јовановић |
| -   | Србија | О        | Драган Вукин       |
| -   | Србија | Н        | Лука Евђенић       |
| -   | Србија | О        | Никола Јовановић   |
| -   | Србија | С        | Јован Ћалић        |
| -   | Србија | С        | Милош Ж. Јовановић |
| -   | Србија | С        | Миленко Пољак      |
| -   | Србија | Н        | Марко Савић        |
| -   | Србија | С        | Душан Јанковић     |
| -   | Србија | О        | Дражен Добрић      |
| -   | Србија | Г        | Драгослав Николић  |

| Бр. |        | Позиција | Играч              |
| --- | ------ | -------- | ------------------ |
| -   | Србија | О        | Марко Василић      |
| -   | Србија | С        | Немања Пувалић     |
| -   | Србија | О        | Стефан Врачев      |
| -   | Србија | Н        | Марко Марјановић   |
| -   | Србија | Н        | Петар Мајсторовић  |
| -   | Србија | О        | Младен Мајсторовић |
| -   | Србија | Н        | Петар Ђурић        |
| -   | Србија | Н        | Милан Савковић     |
| -   | Србија | Н        | Немања Тодоровић   |
| -   | Србија | Г        | Лука Стојановић    |
| -   | Србија | С        | Иван Јовановић     |
| -   | Србија | О        | Стефан Радошевић   |